# Pfarrhaus (Siegertshofen)

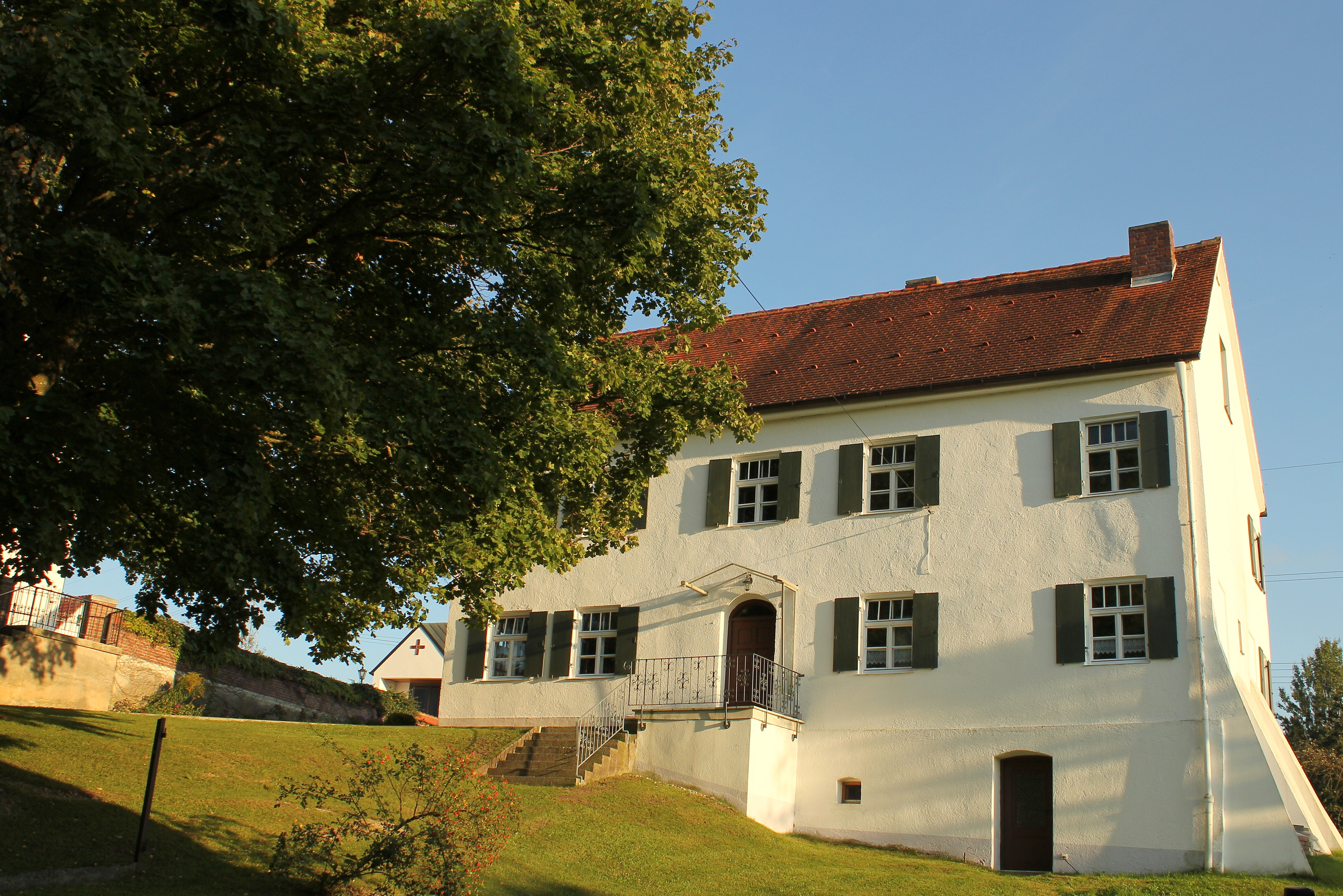
Pfarrhaus in Siegertshofen

Das Pfarrhaus in Siegertshofen, einem Gemeindeteil von Fischach im Landkreis Augsburg im bayerischen Regierungsbezirk Schwaben, steht westlich der katholischen Pfarrkirche St. Nikolaus und ist als Baudenkmal in der Bayerischen Denkmalliste eingetragen. Die Adresse des im Jahre 1724 errichteten Gebäudes lautet Kirchberg 6.

## Beschreibung
Der zweigeschossige Satteldachbau mit roter Ziegeleindeckung besitzt einen rechteckigen Grundriss und steht an einem Hang. Weiße Sprossenfenster, die mit grünen Holzläden versehen sind, gliedern die weiße Putzfassade. Westseitig stützen Lisenen den Giebel. An der nördlichen Traufseite führt eine Treppe zum rundbogigen Hauseingang. Im Inneren befinden sich teilweise farbig gefasste Stuckornamente an den Decken. Zudem sind die Innentüren mit Grisaillemalereien versehen.

## Geschichte

### Vorgängerbau
Über den Vorgängerbau ist nur wenig bekannt. Erste Aufzeichnungen stammen aus der Zeit des Dreißigjährigen Krieges. Es kann allerdings davon ausgegangen werden, dass das erste Pfarrhaus deutlich älter war. Es wurde durch die im Krieg eingefallenen Schweden um 1633 so stark zerstört, dass es zunächst unbewohnbar war. Erst um 1653 zog dort wieder ein Pfarrer ein.

### Neubau im 18. Jahrhundert

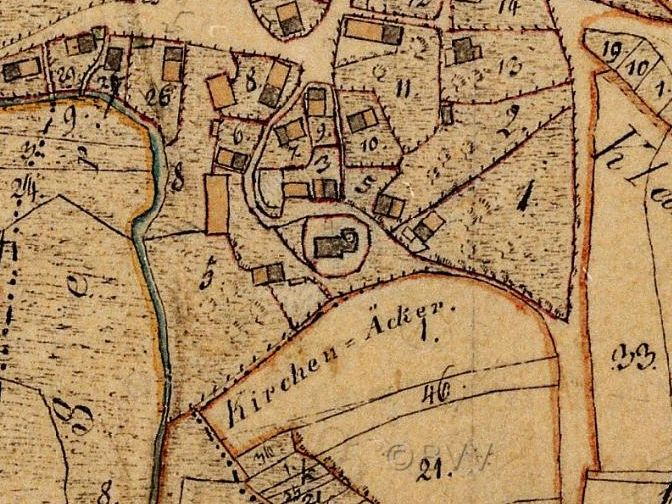
Bayerische Uraufnahme (1808 bis 1864) von Siegertshofen mit Kirche im Mittelpunkt sowie Pfarrhaus westlich davon

Pfarrer Nikolaus Osterlehner erhielt 1724 vom bischöflichen Ordinariat die Zustimmung zum Neubau eines Pfarrhauses. Er ordnete daraufhin den Verkauf von Holz aus den nahegelegenen Wäldern an, um das notwendige Kapital für den Bau einzunehmen. Noch im gleichen Jahr begann die Errichtung des Neubaus mit Mauersteinen und Dachziegeln aus dem Kloster Oberschönenfeld. Vollendet wurde der Neubau allerdings erst wesentlich später. So belegen alte Rechnungen, dass die Innentüren im Jahre 1762 von Pius Rampp und seinem Sohn Michael (beide aus Mickhausen) mit Grisaillemalereien versehen wurden. Eine anschließend vom bischöflichen Ordinariat angeordnete Besichtigung kam zu dem Ergebnis, dass insbesondere aufgrund der aufwändigen Innengestaltung das neue Pfarrhaus zu prächtig und kostbar hergestellt worden sei.
In der Karte von Johann Lambert Kolleffel, die um 1750 entstand, ist das neue Pfarrhaus noch nicht eingezeichnet. Stattdessen zeigt die Karte das alte Pfarrhaus unmittelbar nördlich der Pfarrkirche.

### Gegenwart
Nachdem das Pfarrhaus einige Jahre leer gestanden hatte und zudem baufällig geworden war, machten sich Siegertshofer Bürger nach der Jahrtausendwende an die Sanierung des Gebäudes. Die Arbeiten am Pfarrhaus konnten 2011 abgeschlossen werden. Seither steht es Vereinen und Bürgern für Veranstaltungen zur Verfügung. Auch Trauungen werden dort abgehalten.